# Mikel Larrañaga
Mikel Larrañaga (San Sebastián, 16 settembre 1960) è un attore spagnolo di origine basca, noto per aver interpretato il ruolo di Roberto Olmedo nella soap Una vita (Acacias 38).

## Biografia
Mikel Larrañaga è nato il 16 settembre 1960 a San Sebastián, in provincia di Gipuzkoa, nella comunità dei Paesi Baschi (Spagna), e oltre alla recitazione si occupa anche di teatro.

## Carriera
Mikel Larrañaga ha iniziato a recitare in teatro, poi nel 2007 ha fatto il suo debutto al cinema con il film Todos stamos invitados diretto da M. Gutiérrez Aragón. L'anno successivo, nel 2008, ha recitato nella serie Goenkale. Nel 2010  ha recitato nel film The last passage- el último paso diretto da Enara Goikoetxea. Nel 2011 ha recitato nel film televisivo Sabin diretto da Patxi Barko. Nello stesso anno ha partecipato al programma televisivo 4 Estaciones. Nel 2011 ha preso parte al cast del film televisivo Sabin diretto da Patxi Barko. Nello stesso anno ha recitato nel cortometraggio El bolígrafo diretto da Unai Garcia. Nel 2014 ha recitato nel cortometraggio Quimera diretto da Barjacob Hermanos.
Nel 2017 ha ricoperto il ruolo di Padre Anne nel film Il guardiano invisibile (El guardian invisible) diretto da Fernando Gonzalez Molina. Nello stesso anno ha recitato nel cortometraggio Truco a trato diretto da Alfredo Izquierdo e ha preso parte allo spot pubblicitario Mutua madrileña. Nel 2018 ha recitato nel cortometraggio Twice diretto da Alfredo Izquierdo, L'anno successivo, nel 2019, ha recitato nel cortometraggio Requiem diretto da Alfredo Izquierdo e ha preso parte allo spot pubblicitario Leroy Merlin. Nel 2020 è stato scelto da TVE per interpretare il ruolo di Roberto Olmedo nella soap opera in onda su La 1 Una vita (Acacias 38) e dove ha recitato insieme ad attori come Ana Goya, Pablo Carro, Carla Campra, Marcial Álvarez, Olga Haenke, Carlos de Austria e Ástrid Janer. L'anno successivo, nel 2021, ha recitato nella serie Intimidad.

## Filmografia

### Cinema
- Todos stamos invitados, regia di M. Gutiérrez Aragón (2007)
- The last passage- el último paso, regia di Enara Goikoetxea (2010)
- Il guardiano invisibile (El guardian invisible), regia di Fernando Gonzalez Molina (2017)

### Televisione
- Goenkale – serie TV (2008)
- Sabin, regia di Patxi Barko – film TV (2011)
- Una vita (Acacias 38) – soap opera, 110 episodi (2020)
- Intimidad – serie TV (2021)

### Cortometraggi
- El bolígrafo, regia di Unai Garcia (2011)
- Quimera, regia di Barjacob Hermanos (2014)
- Truco a trato, regia di Alfredo Izquierdo (2017)
- Twice, regia di Alfredo Izquierdo (2018)
- Requiem, regia di Alfredo Izquierdo (2019)

## Teatro
- El amante, diretto da Manolo Gomez (2008)
- El año de Ricardo / Rikardoren Urtea, diretto da Ana Perez (2009)
- El tiempo y los Conway, diretto da Manolo Gomez (2010)
- La gran via, diretto da Enrique Ruiz del Portal. Zarzuela (2010)
- El caso de las petunias pisoteadas, diretto da Manolo Gomez (2010)
- El huésped del Sevillano, diretto da Josean Garcia (2010)
- ¿Cuánto cuesta del hierro?, diretto da Manolo Gomez (2011)
- Contratación de mano de obra, diretto da Manolo Gomez
- La del manojo de rosas, diretto da Josean Garcia. Zarzuela (2012)
- El chico de la última fila, diretto da Manolo Gomez (2012)
- Katiuska, diretto da Josean Garcia e Ana Miranda (2012)
- La tabernera del puerto, diretto da Josean Garcia (2013)
- Antologia De Sorozabal, diretto da Josean Garcia (2013)
- Terror y miseria en el primer Franquismo, diretto da Manolo Gomez (2014)
- Gigantes y Cabezudos, diretto da Miguel Echegaray e M. Fernandez Caballero (2014)
- La Azotea, diretto da Iñigo Antsorregi e Manolo Gomez (2015)
- La rosa del azafrán, diretto da Jacinto Guerrero (2015)
- Ensayos para siete, diretto da Manolo Gomez (2015)
- Una comedia española, diretto da Maonolo Gomez (2015)
- Zabaltza, diretto da Iñigo Antsorregi, presso il microteatro (2016)
- Tartufo de M.A., diretto da Marga Altolagirre (2017)
- Baile de huesos (2019)
- Los perjuicios del tabaco, presso il teatro estudio di San Sebastián (2019)

## Programmi televisivi
- 4 Estaciones (2010)

## Spot pubblicitari
- Mutua madrileña (2017)
- Leroy Merlin (2019)

## Doppiatori italiani
Nelle versioni in italiano dei suoi film e delle sue serie TV, Mikel Larrañaga è stato doppiato da:
- Gabriele Martini[10] ne Il guardiano invisibile[11]
- Mario Zucca[12] in Una vita[13]